# Pavetta pseudoalbicaulis
Pavetta pseudoalbicaulis är en måreväxtart som beskrevs av Diane Mary Bridson. Pavetta pseudoalbicaulis ingår i släktet Pavetta och familjen måreväxter. Inga underarter finns listade i Catalogue of Life.